# Захарово (Тимирязевское сельское поселение)
Захарово — деревня в Лухском районе Ивановской области. Входит в состав Тимирязевского сельского поселения.

## География
Находится в восточной части Ивановской области на расстоянии приблизительно 13 км на запад-северо-запад по прямой от районного центра поселка Лух.

## История
Деревня появилась на карте 1840 года. В 1872 году здесь (тогда Юрьевецкий уезд Костромской губернии) было учтено 24 двора, в 1907 году отмечено было 11 дворов.

## Население
Постоянное население составляло 145 человек (1872 год), 59 (1897), 59 (1907), 5 в 2002 году (русские 100 %), 3 в 2010.